# Nectandra wurdackii
Nectandra wurdackii là một loài thực vật thuộc họ Lauraceae. Đây là loài đặc hữu của Peru.